# South Fork Trinity River
Der South Fork Trinity River ist ein linker Nebenfluss des Trinity River im Norden des US-Bundesstaates Kalifornien. Der 148 km lange Fluss entwässert ein Areal von 2413 km².
Der South Fork Trinity River entspringt in den North Yolla Bolly Mountains im Trinity County. Er fließt in nordnordwestlicher Richtung durch das Kalifornische Küstengebirge. Bei Hyampom mündet der Hayfork Creek, größter Nebenfluss des South Fork Trinity River, von rechts in den Fluss. Bei Salyer trifft der South Fork Trinity River auf den Trinity River. Auf den letzten 19 Flusskilometern bildet der Fluss die Grenze zwischen Trinity und Humboldt County.
Der Flusslauf ist unterhalb der Brücke des State Route 36 als National Wild and Scenic River geschützt. South Fork Trinity River und Hayfork Creek sind frei von Dammbauten.
Im überwiegend bewaldeten Einzugsgebiet dominiert die Holzwirtschaft. Bodenerosion führt zu einer hohen Sedimentfracht im Fluss.
Die Fischbestände, insbesondere an Wanderfischen wie Lachsen und anderen Salmoniden, nahmen im Laufe des 20. Jahrhunderts aufgrund von Überfischung und Verschlechterung der Gewässerbedingungen stark ab.